# Kabupaten de Magelang
Le kabupaten de Magelang, en indonésien Kabupaten Magelang, est situé dans la province de Java central en Indonésie. Son chef-lieu est Mungkid. Il est administrativement distinct de la ville de Magelang.

## Géographie
Le kabupaten est bordé par :
- Au nord, par celui de Temanggung,
- À l'est, par ceux de Semarang et Boyolali,
- Au sud, par le territoire spécial de Yogyakarta et
- À l'ouest, les kabupaten de Purworejo et Wonosobo.

## Histoire
La plaine de Kedu, une fertile région rizicole entre les volcans Merbabu et Sumbing, est située dans le kabupaten. À partir du VIIIe siècle s'y développe une agriculture prospère qui permettra aux princes de cette région de bâtir des monuments religieux.

## Archéologie
Les temples de Borobudur, Mendut et Pawon se trouvent dans le kabupaten.
On y trouve également des temples moins connus, dont :
- Banon, d'où proviennent des statues de Brahma, Vishnu et Ganesha exposées au Musée national d'Indonésie à Jakarta,
- Canggal, où l'on a retrouvé une transcription datée de 778 apr. J.-C. mentionnant le nom du premier souverain du royaume de Mataram, Sanjaya[1],
- Selogriyo, situé dans un cadre rizières en terrasse,
- Umbul, daté du IXe siècle, dont il reste essentiellement deux bassins alimentés par une source d'eau chaude.

## Tourisme
Le temple de Borobudur, un monument bouddhique construit au VIIIe siècle apr. J.-C., est situé dans le kabupaten.

## Galerie

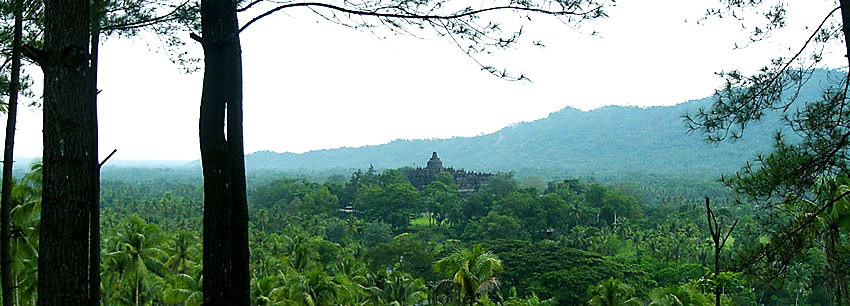
La plaine de Kedu et le temple de Borobudur
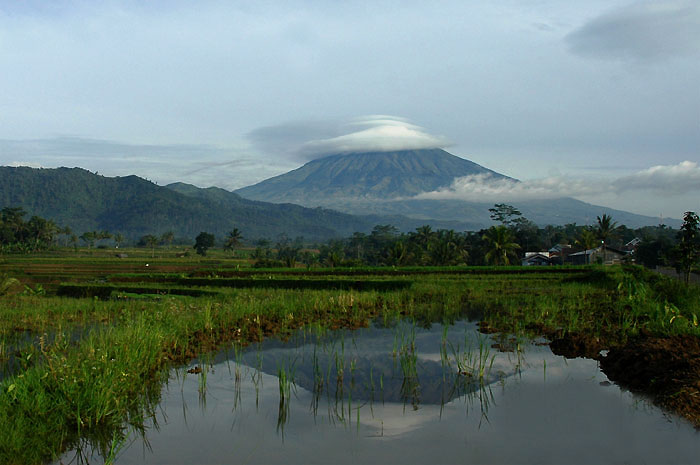
Le volcan Sumbing
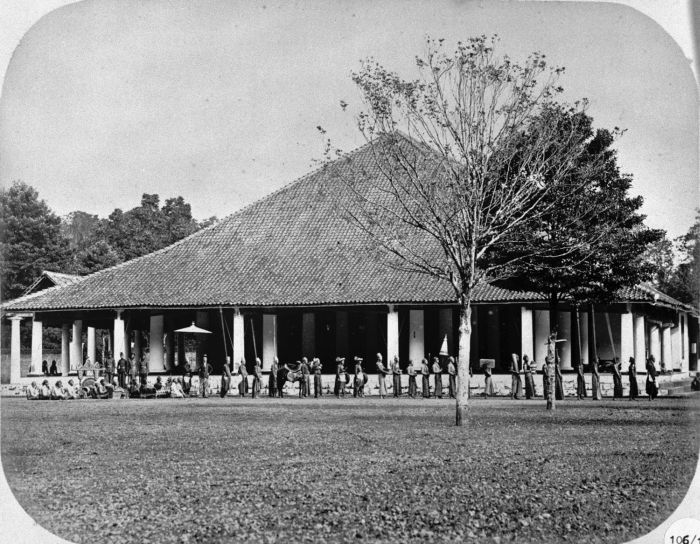
Le bupati de Magelang et sa suite (1866)
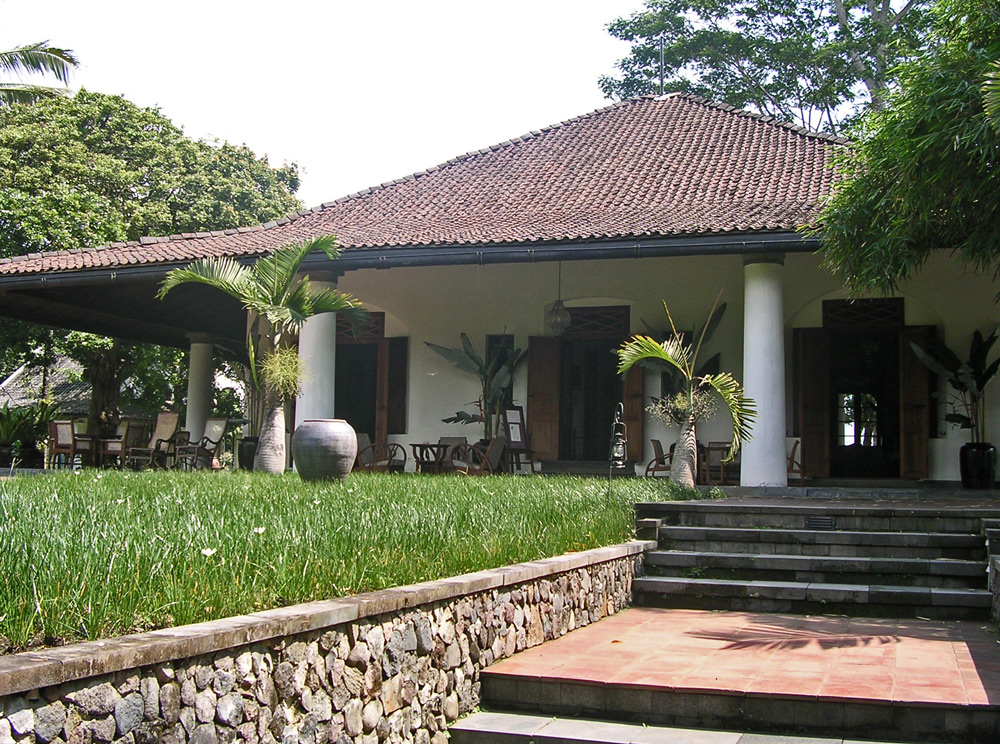
Ancienne maison coloniale à Losari
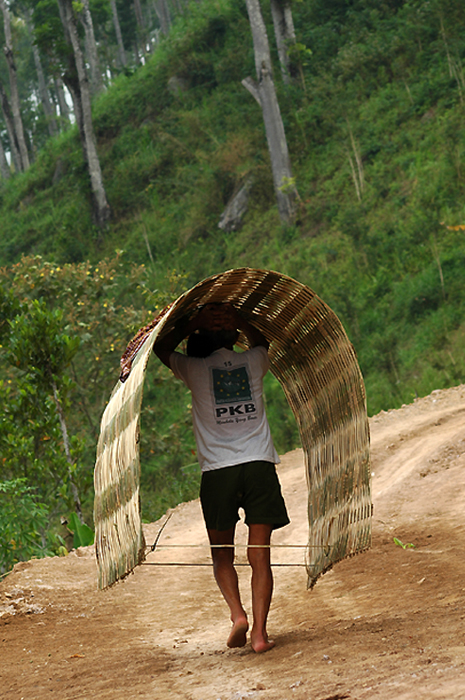
Vendeur de cloison de bambou gedek
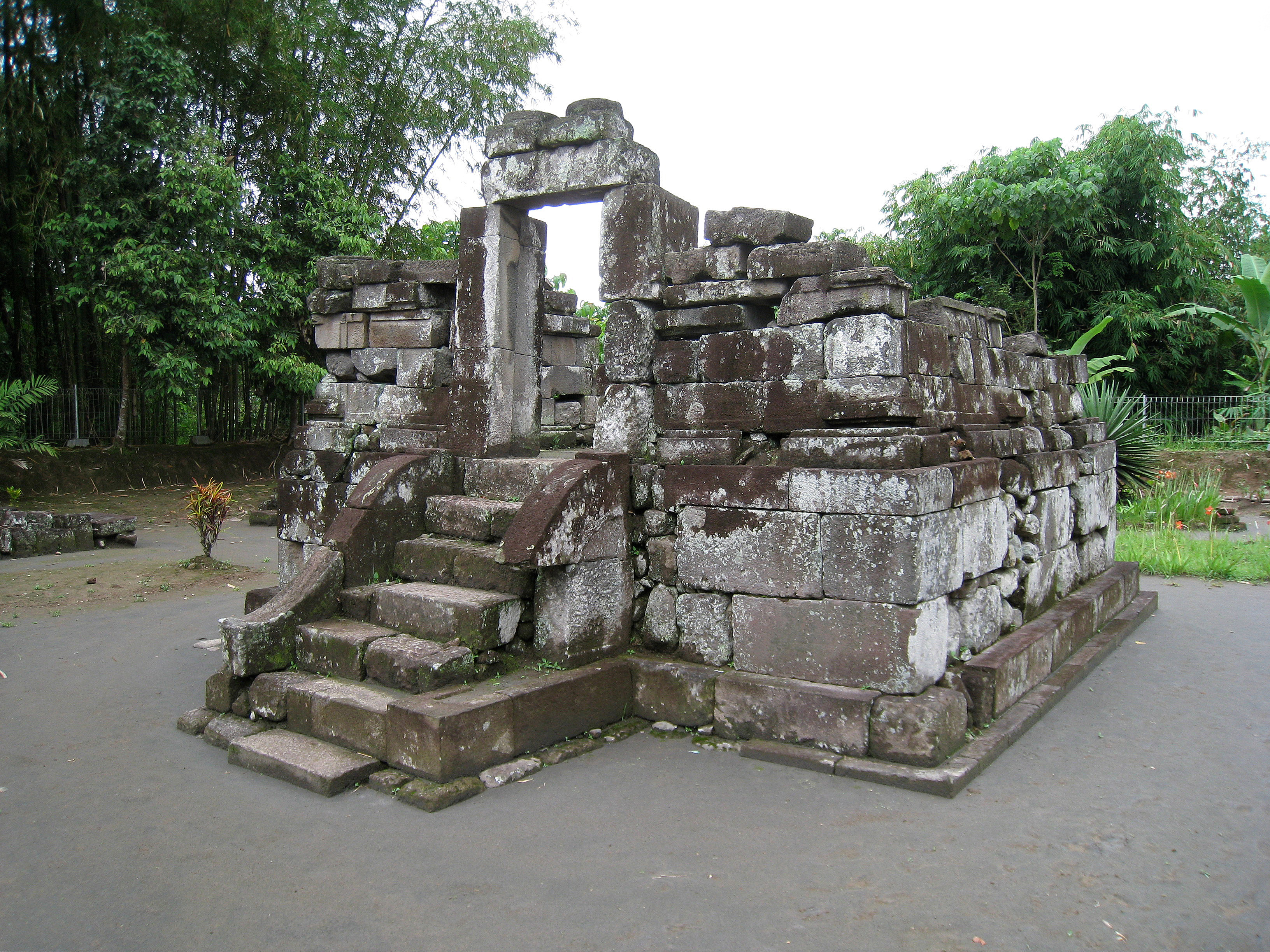
Le temple de Gunung Wukir, où a été trouvée l'inscription de Canggal
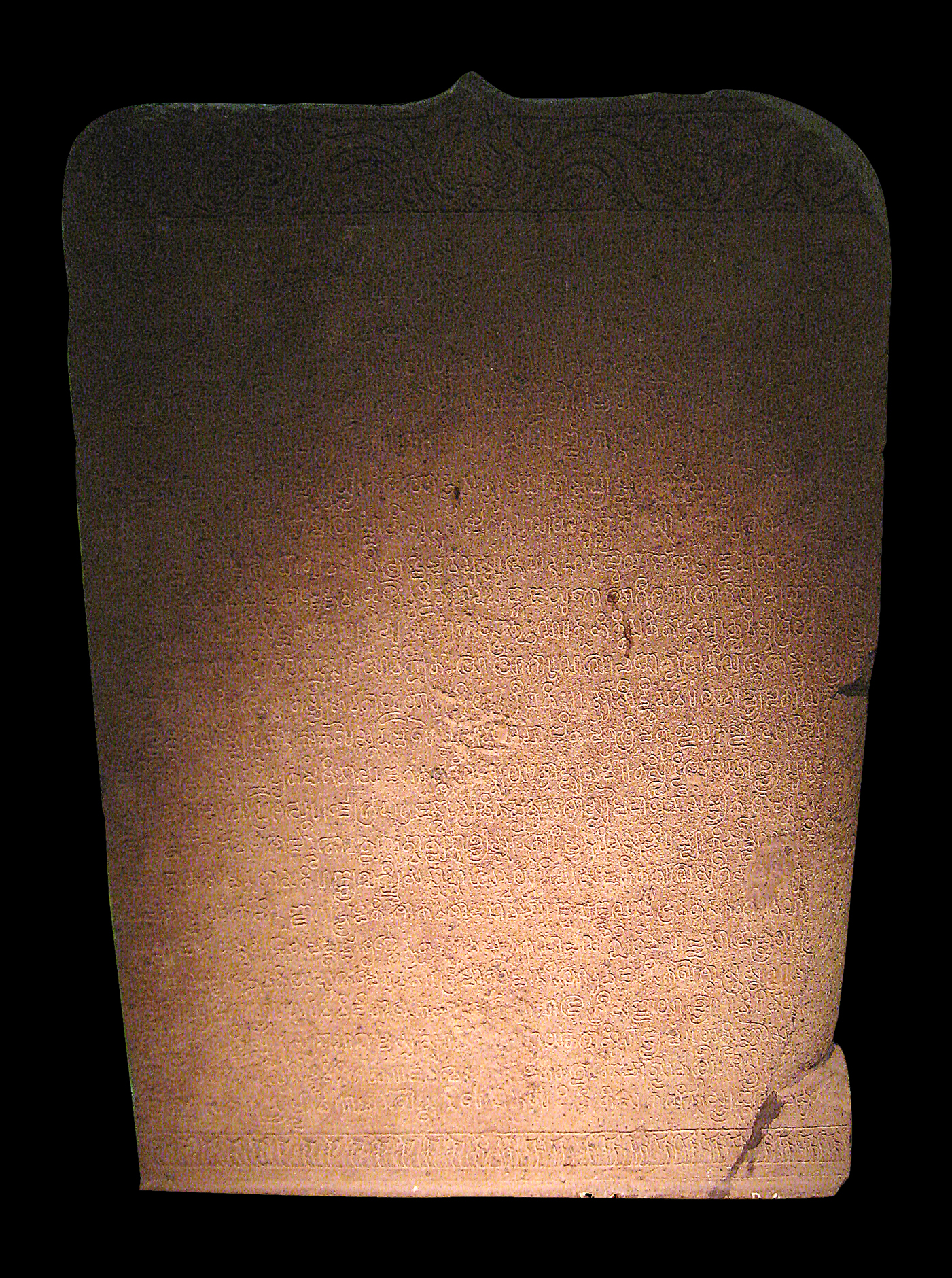
L'inscription de Canggal
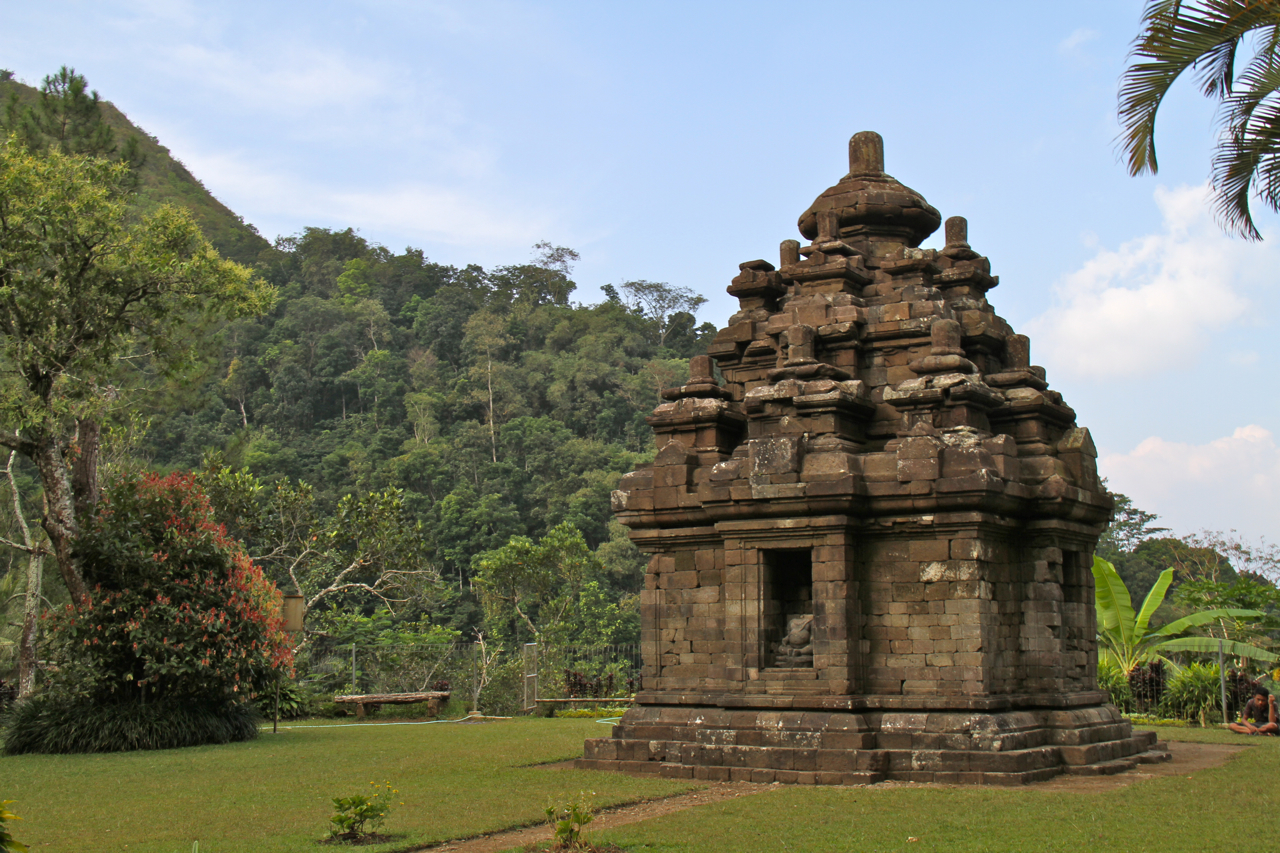
Le temple de Selogriyo
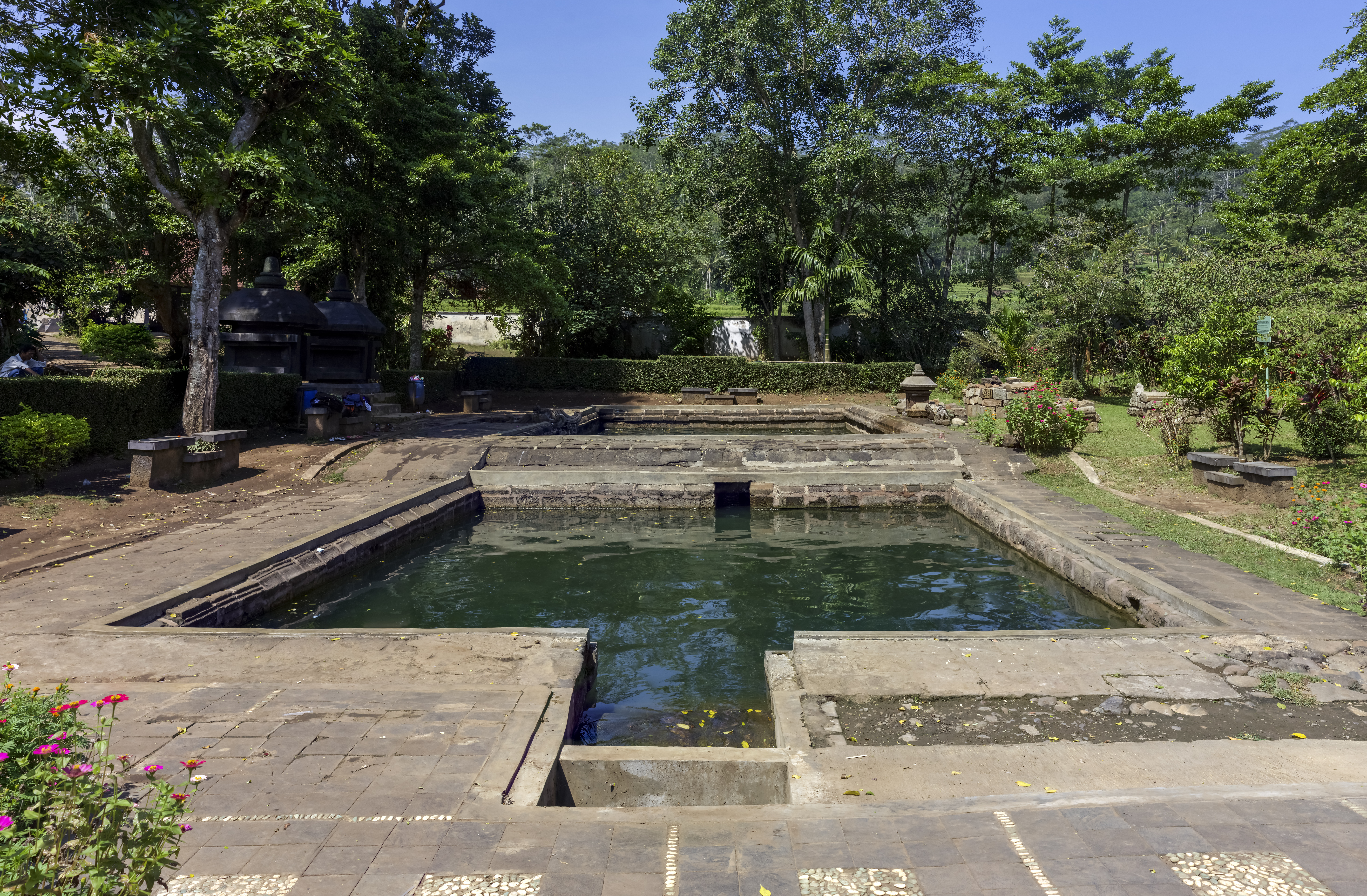
Un des deux bassins du temple d'Umbul

1. ↑  (en) W. J. van der Meulen, « In Search of "Ho-Ling" », Indonesia, vol. 23,‎ 1977, p. 87–112 (lire en ligne)